# Maria Königin (Clarsbach)
Maria Königin ist eine römisch-katholische Filialkirche der Pfarrei Christkönig, Roßtal, im Dekanat Roth-Schwabach des Bistums Eichstätt in Clarsbach.

## Geschichte
Nach dem Zweiten Weltkrieg wurde das Wehrertüchtigungslager in der Nähe von Clarsbach in ein Lager für Displaced Person umgewandelt. Hier war zur Zeit des Dritten Reiches auch ein Behelfsflugplatz. 1948 erhielt das Lager Material für einen Kirchenbaracke. Damals gehörten die Lagerbewohner der Griechisch-Katholischen Kirche an. Als diese in das Lager Raitersaich verlegt wurden, schenkten sie den nachfolgenden römisch-katholischen Sudetendeutschen das Kirchengebäude.
Von einem örtlichen Bauern wurde ein Grundstück am südöstlichen Ortsrand von Clarsbach gekauft. Nach Zustimmung der Diözesanleitung zu den Bauplänen wurde das Nürnberger Architekturbüro Paul Jordan mit den Planung beauftragt. Der Bonifatius-Verein in Paderborn stellte für den Bau 33.000 DM zur Verfügung. Im August 1958 wurde ein Kirchenbauverein gegründet, der weitere 5000 DM beisteuerte. Am 24. Mai 1959 erfolgte in einer kleinen Andacht der Erste Spatenstich durch Pfarrer Josef Zankl (✝ 1997) und Kaplan Hans Eichenseer (1932–2012). Nach dem Aushub und der Legung des Fundamentes fand am 26. Juli 1959 durch Monsignore Thiesen, Generalsekretär des Bonifatiuswerkes, statt. Das Richtfest erfolgte am 9. Oktober 1959. Am 1. Dezember 1959 folge Otto Rodenbücher, ein Heimatvertriebener aus Ungarn, Zankl als Pfarrer von Roßtal nach. Am 20. Dezember 1959 fand die feierliche Kirchweihe durch Dompropst Ludwig Bruggaier aus Eichstätt statt.
1996 wurde unter Pfarrer Josef Ludwig Zottmann ein neuer Glockenturm gebaut und eine dritte Glocke angeschafft.

## Geläut
Zur Kirchweihe war die kleine Glocke aus der Notkirche auf dem Glockenturm angebracht.
Am 30. Oktober 1960 weihte Domkapitular Georg Zischek das damalige Geläut und am 18. Mai 1996 Generalvikar Johann Limbacher die neue dritte Glocke.
| Schlagton | Gewicht | Gussjahr | Gießerei              | Bemerkung                    |
| --------- | ------- | -------- | --------------------- | ---------------------------- |
| b         | 90 kg   | 1960     | Schilling, Heidelberg | Bild der heiligen Maria      |
| g         | 150 kg  | 1960     | Schilling, Heidelberg | Bild des heiligen Bonifatius |
| f         |         | 1996     | Metz, Karlsruhe       |                              |